# František Bellegarde
František Alexandr Arnošt hrabě z Bellegarde (německy Franz Alexander Ernst Graf von Bellegarde; 18. června 1833 Vídeň – 1. ledna 1912 Mnichov) byl rakouský šlechtic, dvořan a politik. Původně byl státním úředníkem, poté krátce poslancem Slezského zemského sněmu a nakonec se stal členem rakouské panské sněmovny. Zastával také funkce u císařského dvora, mimo jiné byl nejvyšším hofmistrem císařovny Alžběty (1894–1898). Sňatkem se spříznil s rodem Kinských a získal zámek Velké Heraltice u Opavy, kde jeho potomci sídlili do roku 1945.

## Životopis

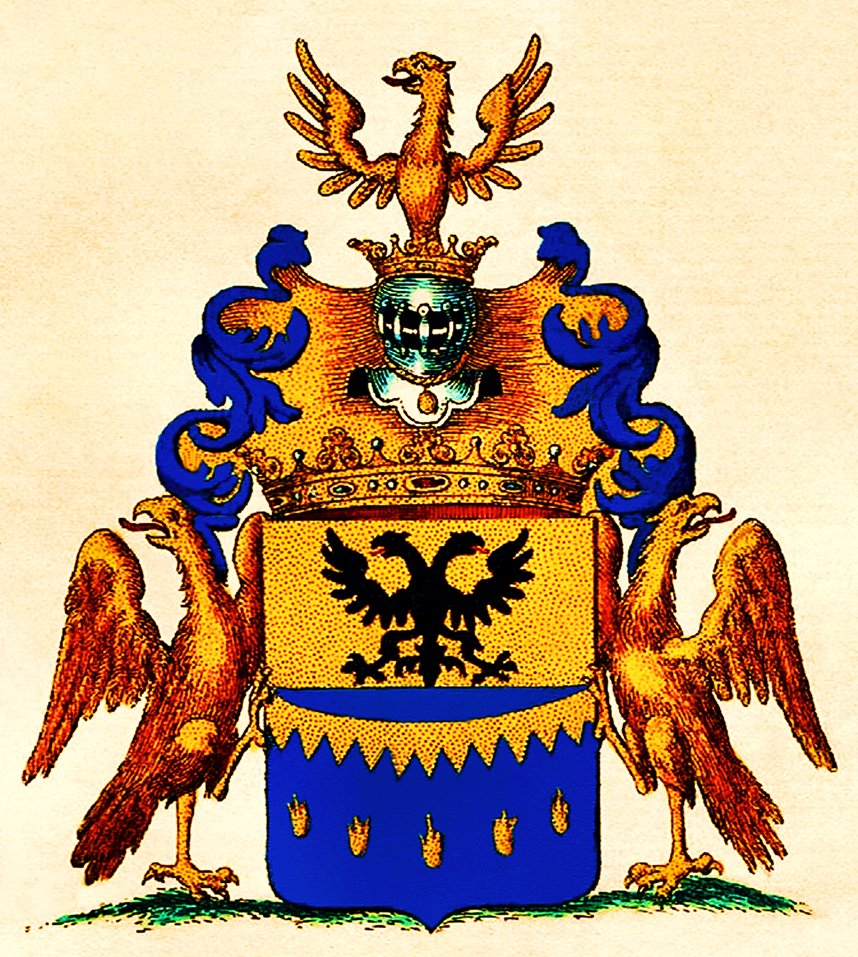
Erb rodu Bellegarde

Pocházel ze savojského šlechtického rodu Bellegardů, který se od 18. století uplatňoval ve službách habsburské monarchie. Narodil se jako nejmladší syn generála a císařského generálního pobočníka hraběte Augusta z Bellegarde (1795–1873). V letech 1850–1854 studoval práva na univerzitě ve Vídni a poté krátce působil ve státních službách. Jako úředník působil u dolnorakouského místodržitelství, na ministerstvu vnitra a v Uhrách, v roce 1859 odešel do výslužby a spolu s manželkou se začal věnovat správě majetku ve Slezsku. V letech 1867 1869 byl poslancem zemského sněmu ve Slezsku. Nakonec se uplatnil ve dvorských službách, v letech 1889–1894 byl nejvyšším hofmistrem korunní princezny Štěpánky, poté v letech 1894–1898 nejvyšším hofmistrem císařovny Alžběty. Po její smrti zůstal dva roky mimo službu a nakonec byl v letech 1900–1902 nejvyšším hofmistrem arcivévodkyně Alžběty, jediné dcery korunního prince Rudolfa (funkci opustil po jejím sňatku s princem Ottou z Windischgrätze). 
Zemřel v Mnichově, pohřben byl v nově vybudované rodinné hrobce ve Velkých Heralticích.

## Tituly a ocenění
Jako příslušník starého šlechtického rodu byl v roce 1857 jmenován c. k. komořím a v roce 1881 obdržel titul c. k. tajného rady s nárokem na oslovení Excelence. Vzhledem ke získanému majetkovému zázemí byl v roce 1885 jmenován doživotním členem rakouské Panské sněmovny. Byl nositelem vysokých státních vyznamenání v Rakousku-Uhersku, vzhledem ke svému působení u dvora získal i řadu ocenění od zahraničních panovníků. Kromě toho byl čestným rytířem Maltézského řádu a zastával funkci kancléře Alžbětina řádu.

### Rakousko-Uhersko
- velkokříž Leopoldova řádu (1902)
- Jubilejní pamětní medaile (1898)
- Řád železné koruny I. třídy (1893)

### Zahraničí
- rytíř Řádu bílé orlice (Rusko)
- velkokříž Řádu italské koruny (Itálie)
- velkokříž Řádu Isabely Katolické (Španělsko)
- Řád Medžidie I. třídy (Osmanská říše)
- velkokříž Řádu Leopolda (Belgie)
- velkokříž Záslužného řádu bavorské koruny (Bavorsko)
- velkokříž Řádu sv. Michaela (Bavorsko)
- velkokříž Řádu svatého Řehoře Velikého (Papežský stát)
- velkokříž Řádu rumunské koruny (Rumunsko)
- velkokříž Řádu rumunské hvězdy (Rumunsko)
- velkokříž Řádu Takova (Srbsko)
- velkokříž Řádu Albrechtova (Sasko)
- komandér Řádu Karla III. (Španělsko)
- komandér Řádu Spasitele (Řecko)
- důstojník Řádu čestné legie (Francie)

## Rodinné a majetkové poměry
V roce 1857 se ve Vídni oženil s hraběnkou Rudolfinou Kinskou (1836–1899), nejmladší dcerou knížete Rudolfa Kinského (1802–1836). Rudolfina z dědictví po matce převzala velkostatek Velké Heraltice ve Slezsku, kde se s manželem usadila, v roce 1862 navíc přikoupila sousední statek Sosnová. Zámek v Sosnové byl v té době již zchátralý a manželé Bellegardovi nechali v roce 1865 z bezpečnostních důvodů strhnout věže (ve 20. století byl zámek uvolněn pro potřeby školy). Po smrti hraběnky Rudolfiny (1899) byl správcem majetku vdovec František, i když již předtím býval uváděn jako spolumajitel. K velkostatku patřilo 1 802 hektarů půdy. Součástí velkostatku byly také průmyslové provozy (pivovar, lihovar, pila). Teprve jako samostatný majitel zámku přistoupil František ke stavebním úpravám, kolem roku 1900 byla vybudována novogotická kaple. Koncem 19. století byla postavena rodová hrobka ve Velkých Heralticích. Pokračovatelem rodu byl nejstarší syn August (1858–1929), který sloužil v armádě a u dvora zastával funkci nejvyššího kuchmistra. Další syn Rudolf (1862–1937) byl nejvyšším hofmistrem arcivévodkyně Marie Valerie. Nejmladší syn František (1866–1915) byl státním úředníkem a poslancem říšské rady.
Františkův starší bratr Bedřich August (1826–1886) sloužil v armádě a dosáhl hodnosti c.k. polního podmaršála. Jejich švagrem byl nejvyšší maršálek Českého království hrabě Edmund z Hartigu (1812–1883). Přes svou manželku Rudolfinu byl František z Bellegarde také švagrem knížete Ferdinanda Bonaventury Kinského (1834–1904).

### Potomci
- 1. August Maria Rudolf (26. 5. 1858 Vídeň – 24. 2. 1929 Velké Heraltice), I. manž. 1887 Henrieta z Larisch-Mönnichu (17. 3. 1867 Kunčice – 13. 8. 1892 Nový Světlov), II. manž. 1897 Marie Karolina z Oettingen-Wallersteinu (10. 12. 1874 Praha – 19. 2. 1960 Wallerstein)[17]
- 2. Rudolf (28. 2. 1862 Velké Heraltice – 30. 10. 1937 Bad Ischl), manž. 1891 Karolina Pejačevićová (18. 1. 1861 Vídeň – 15. 5. 1927 Bad Ischl)[18]
- 3. František (14. 6. 1866 Bad Ischl – 2. 4. 1915 Lubaczów), zemřel v ruském zajetí během první světové války, manž. 1909 Josefa z Königsegg-Aulendorfu (27. 5. 1888 Konigseggwald – 7. 11. 1939 Štýrský Hradec)[19][20]
- 4. Marie Dorotea (27. 6. 1873 Velké Heraltice – 1. 2. 1945 Überlingen), manž. 1896 Alfred ze Salm-Reifferscheidtu (23. 6. 1863 – 6. 7. 1924)[21]

## Galerie

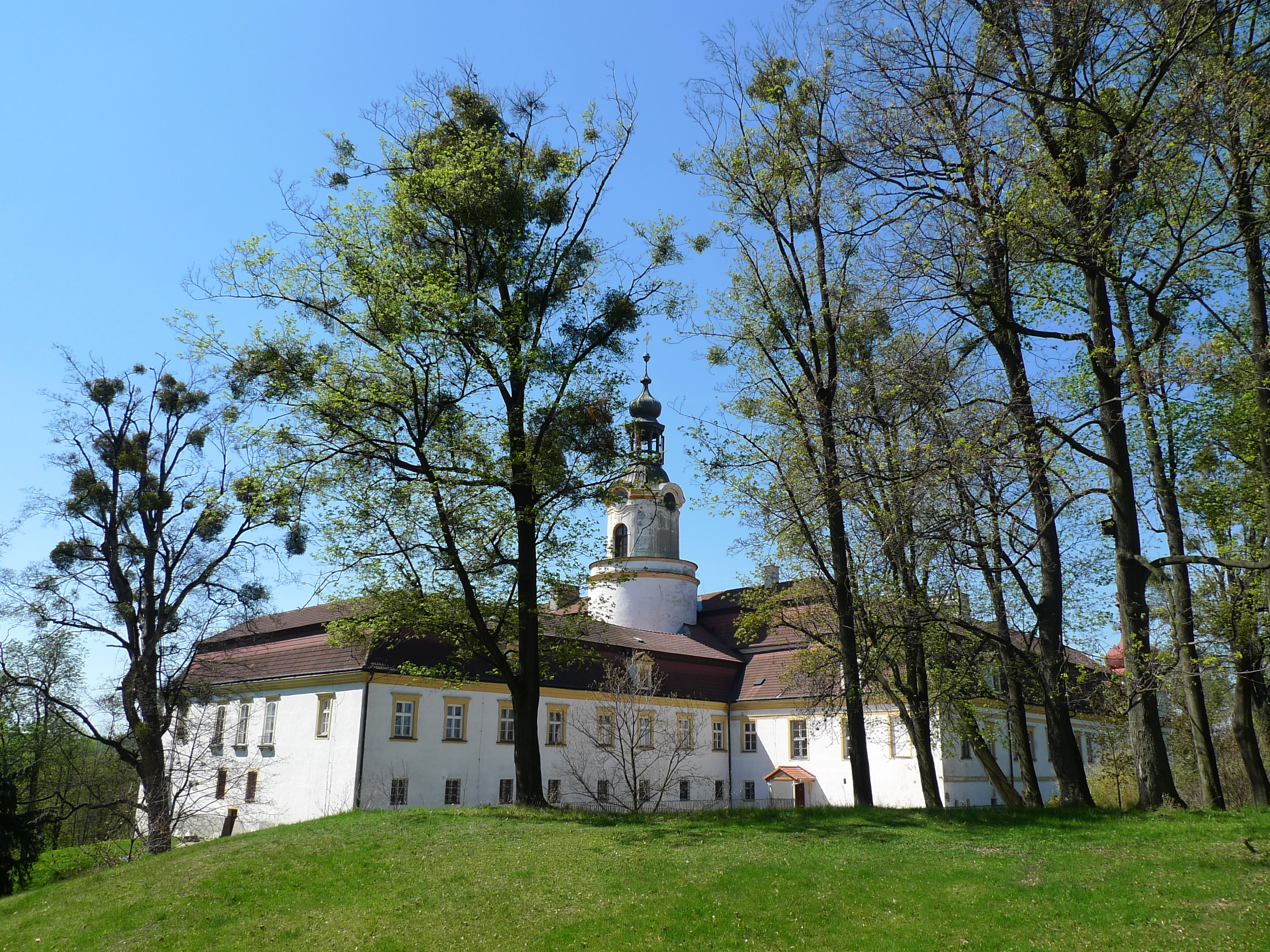
Zámek Velké Heraltice, sídlo Bellegardů v 19. a 20. století
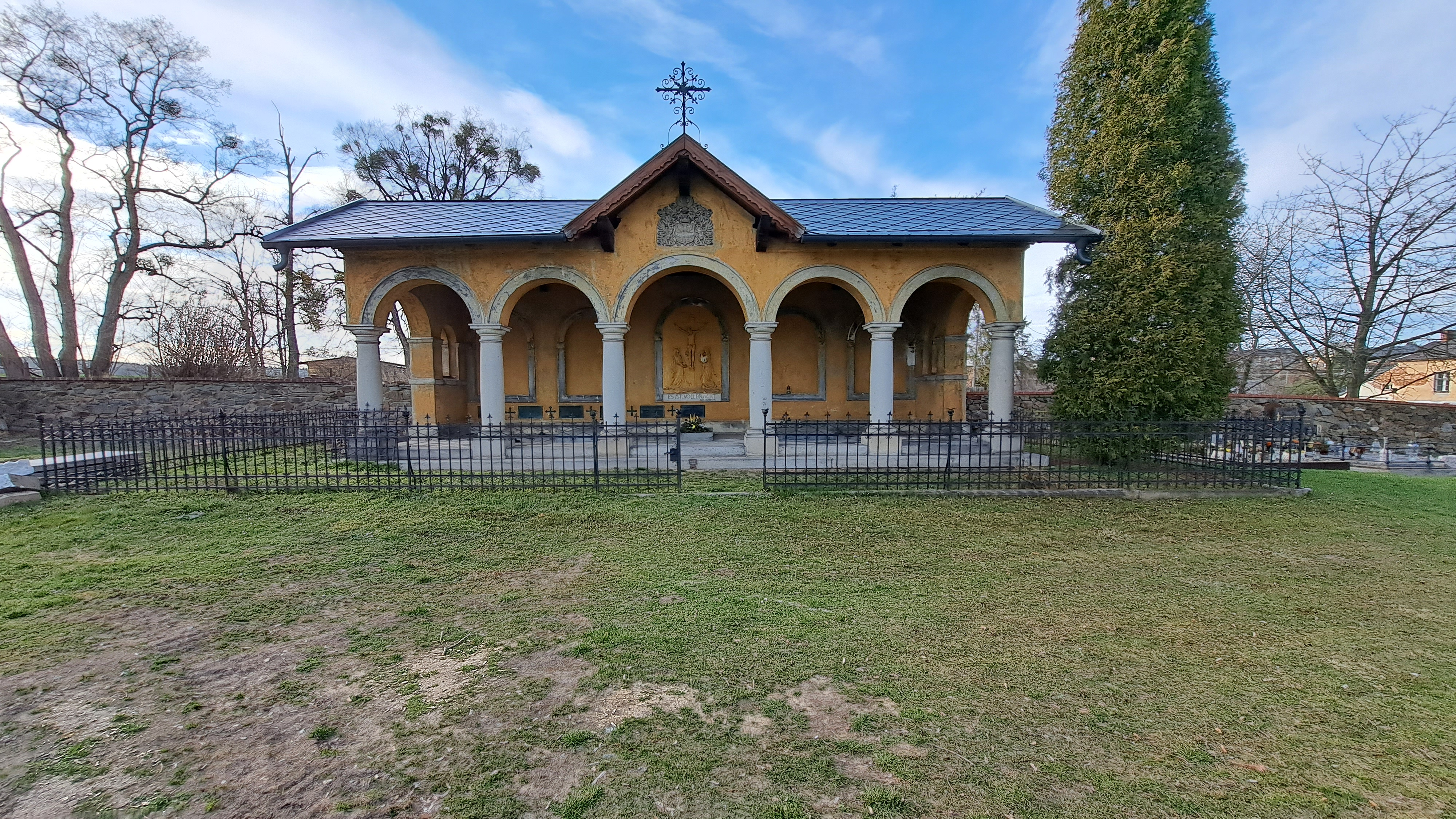
Hrobka rodu Bellegarde
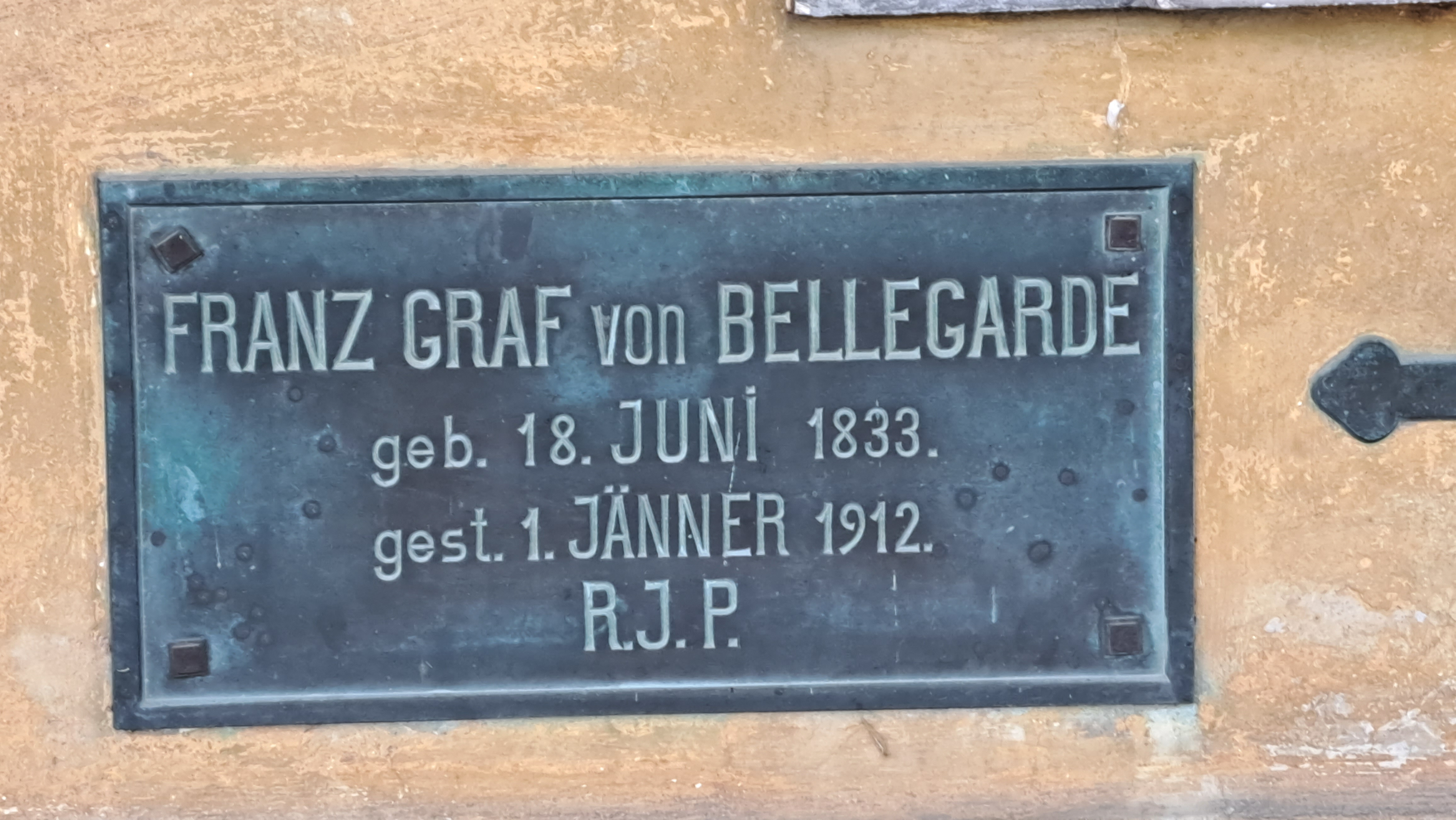
Náhrobní deska Františka Alexandra z Bellegarde
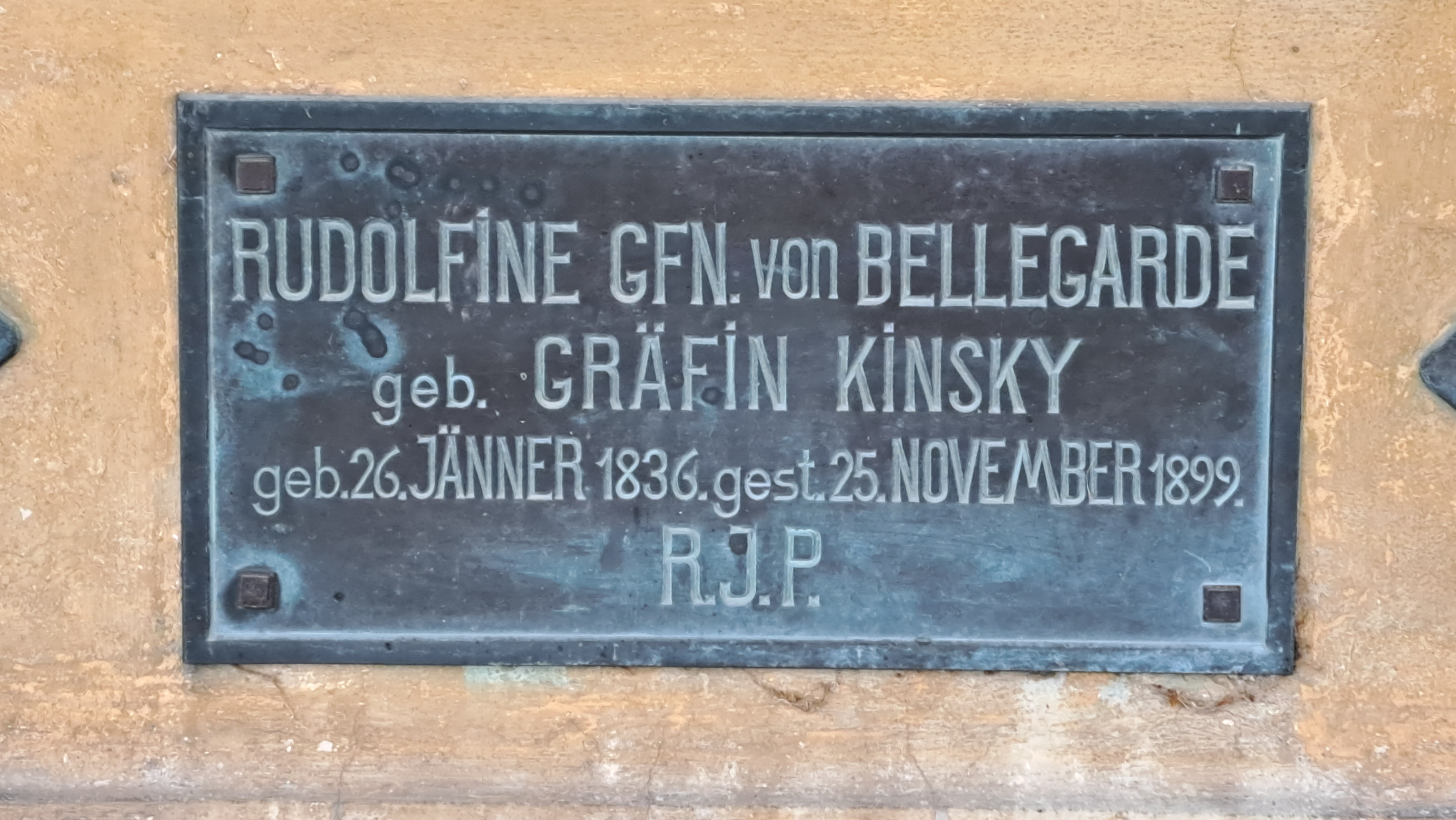
Náhrobní deska jeho manželky